# British Columbia Railway

Logo von BC Rail

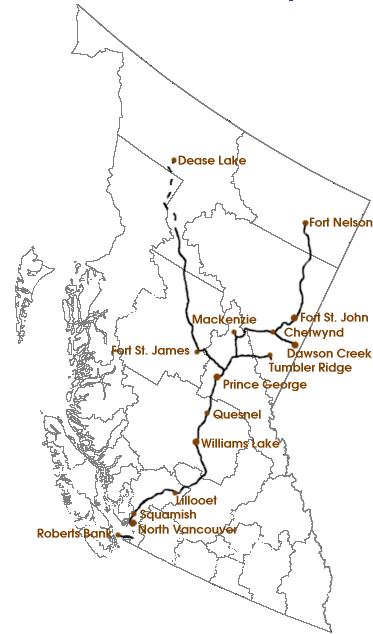
Streckennetz

Die British Columbia Railway (BC RAIL) war bis Mitte 2004 die drittgrößte Bahngesellschaft in Kanada und hatte ihr Schienennetz in der Provinz British Columbia, der westlichsten Provinz Kanadas. Das Unternehmen wurde zum 15. Juli 2004 durch die Canadian National Railway übernommen.

## 1912 bis 1971
Die Gesellschaft wurde am 27. Februar 1912 unter der Bezeichnung Pacific Great Eastern Railway (PGE) gegründet, um einen Schienenstrang entlang des Howe Sound an der kanadischen Westküste nach Nordosten bis nach Prince George zu bauen und zu betreiben. In Prince George sollte die 470 Meilen lange Strecke mit der Grand Trunk Pacific Railway zusammentreffen. Diese Gesellschaft ging später in der Canadian National Railway (CNR) auf, der heutigen CN.
Die Pacific Great Eastern wurde nach der Great Eastern Railway in Großbritannien benannt, da ein Teil des Geldes von britischen Investoren stammte. 1915 wurden die Schienen von Squamish nach Chasm gelegt – 283 Kilometer – sowie die 20 Kilometer lange Strecke von North Vancouver nach Whytecliffe in Betrieb genommen.
Allerdings gab es ziemliche Probleme, da die Baukosten aufgrund des unwirtlichen und zerklüfteten Geländes extrem anstiegen. Der Erste Weltkrieg verschlimmerte die Situation noch, da die öffentlichen und privaten Geldmittel in Kriegsanleihen flossen. Im Winter 1917/18 waren die Gleise bis zum Cottonwood River gelegt worden, 28 Kilometer nördlich von Quesnel und 29 Kilometer südlich von Prince George – eine letzte Lücke von etwa 72 Kilometer zwischen den zwei Punkten war noch vorhanden. Zu diesem Zeitpunkt informierten die Verantwortlichen die Regierung von British Columbia, dass die finanziellen Mittel restlos erschöpft seien. Die Regierung beschloss daraufhin, den Bau und den Betrieb der Bahnlinie in Eigenregie durchzuführen.
Der Bahnbau wurde unter der Federführung der staatlichen Straßenbaubehörde weitergeführt, aber es dauerte bis zum Oktober 1921, bis die Linie von Squamish bis nach Quesnel (560 Kilometer) betriebsbereit war. Zwischen Squamish und Nord-Vancouver wurden die Frachtwaggons mit Fährschiffen übergesetzt, während die Passagiere mit Dampfschiffen der Union Steamship Company transportiert wurden. Obwohl die Regierung ein Interesse an der Weiterführung der Linie bis nach Prince George hatte, dauerte es weitere 30 Jahre, bis diese Arbeiten weitergingen.
1949 begann der Bau einer 129 Kilometer langen Erweiterung der Strecke von Quesnel zur nördlichen Transkontinentalverbindung der Canadian National Railway in Prince George. Hierzu wurde nur ein Teilstück der vorher begradigten Strecke verwendet und die Linie wurde offiziell im Januar 1953 eröffnet. Als ein weiteres lang erwartetes Teilstück wurde im August 1956 die südliche Erweiterung zwischen Nord-Vancouver und Squamish in Betrieb genommen.
1957 baute die PGE ihr Kommunikationssystem mittels Mikrowellenfunk auf – das erste dieser Art in Nordamerika. Dadurch wurden Telegraphenmaste und -leitungen überflüssig. Zwei Jahre später war die Streckenverlängerung zum Peace River fertig. Diese Linie führt von Prince George aus 310 Kilometer nach Norden nach Chetwynd, wo sie sich in zwei Stränge gabelt: 111 Kilometer nach Norden nach Fort St. John und 98 Kilometer nordöstlich nach Dawson Creek. Am 5. Oktober 1958 wurde in Fort St. John und Dawson Creek diese nördliche Verlängerung mit dem Einschlagen eines goldenen Schienennagels (Golden Spike) offiziell eröffnet und das Land des Friedens und der Cariboo war endlich mit dem Pazifik verbunden.
In den nächsten Jahren wurden weitere Teilstücke eröffnet.
- August 1966: von Kennedy nach Mackenzie  (37 Kilometer)
- 1. August 1968: von Odell nach Fort St. James (120 Kilometer)
- 10. September 1971: Fort St. John nach Fort Nelson (402 Kilometer)

Im Dezember 1969 beschloss die Regierung, eine 663 Kilometer lange Erweiterung von Fort St. James nach Cassiar zu bauen – die sog. „Dease Lake Line“. Jedoch stiegen die Kosten weit mehr als geplant und viele Subunternehmer zogen gegen die PGE vor Gericht.

## 1972 bis 1989

Logo der British Columbia Railway

Am 1. April 1972 wurde die Pacific Great Eastern Railway in British Columbia Railway umbenannt. Gleichzeitig wurde ein neues Unternehmenslogo mit der Wappenblume British Columbias – der „Dogwood Flower“ – gewählt. Im Dezember 1975 veränderte sich das interne Management der BCR – von nun an sollte ein Vorstand von neun Direktoren aus der Privatwirtschaft die Geschicke der Gesellschaft bestimmen. Diese Änderung entzog der Regierung jeden Einfluss auf die täglichen Geschäfte der BCR. Die hohen Verluste der Bahn mussten trotzdem von der Regierung aufgefangen werden, so dass im Dezember 1976 eine Kommission gebildet wurde, um die finanziellen Verknüpfungen der BCR mit der Regierung aufzulösen. Der Weiterbau der Dease Lake Line wurde 1977 gestoppt.
Die Struktur der BCR wurde wiederum verändert. Die Kommission begrüßte die Entscheidung der BCR, die Dease Lake Line nicht weiterzubauen und legte ihr auch nahe, das bereits gebaute Teilstück nicht nördlicher als Fort St. James zu betreiben, solange nicht ein ausreichend hoher Verkehr sichergestellt sei.

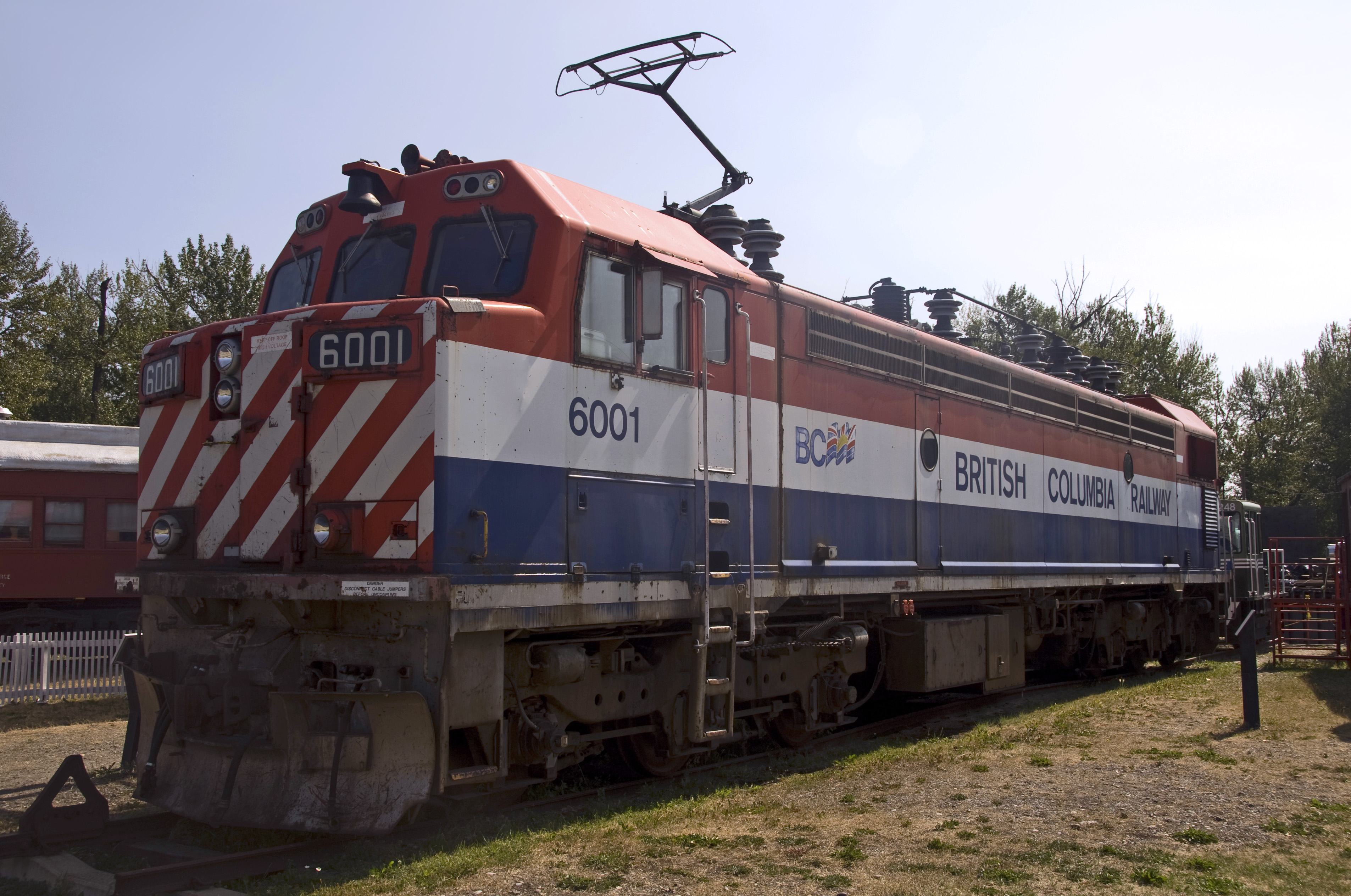
GMD GF6C Nr. 6001 im Prince George Railway and Forestry Museum

BC RAIL betrieb die Linie bis zum Holzfällercamp Minaret () und transportiert von dort Holz zu den Papiermühlen in Fort St. James und Prince George.
1978 begann die BCR mit dem Bau einer Bahnstrecke in die Kohlenabbaugebiete im Nordosten British Columbias. Eine ganze Stadt mit dem Namen Tumbler Ridge entstand, um die Quintette Mine zu versorgen. Die 130 Kilometer lange Tumbler Subdivision von Wakely bis Quinette war eine technologische Neuerung. Es war eine der drei einzigen Bahnstrecken der Welt, die mit 50 kV Wechselstrom mit 60 Hz elektrifiziert waren. Die Entscheidung für einen Betrieb unter Fahrdraht wurde aufgrund der Nähe zum W.-A.-C.-Bennett-Staudamm und dessen Elektrizitätswerkes sowie wegen zweier Tunnel mit einer Gesamtlänge von 15 Kilometer getroffen. Für den Fahrbetrieb wurden sieben Lokomotiven der Baureihe GF6C von der kanadischen EMD-Tochter General Motors-Division in London (Ontario) beschafft. Die sechsachsigen Lokomotiven verfügten über eine Thyristor-Gleichrichtersteuerung, basierend auf Patenten von ASEA.
Der Bau der Strecke einschließlich der elektrischen Ausstattung kostete rund 402 Millionen Dollar.

## 1990 bis 2004
1984 wurde die BCR finanziell restrukturiert. Die neue BC RAIL Ltd. entstand als Steuern zahlende Aktiengesellschaft; Hauptaktionär war die Provinz British Columbia. Kurz nach der Umstrukturierung kaufte die BC RAIL die B. C. Harbours Board Railway, eine Bahngesellschaft, welche BC Rail mit einer 27 Kilometer langen Bahnstrecke mit dem Roberts Bank Superport verband.
Seitdem kämpfte BC RAIL aggressiv um Marktanteile im Güterverkehr. 1993 kaufte die Gesellschaft eines der größten Hochsee-Ladeterminals „Vancouver Wharves“ und 1998 wurde mit „Casco Terminals“ eine weitere große Hafeneinrichtung erworben.
Ein herber Rückschlag in den Geschäften war das Ende des Kohleabbaus im Tumbler Ridge-Bereich, da die kanadische Kohle aufgrund der riesigen Abbaumengen im „Powder River Basin“ in Wyoming (USA) nicht mehr gefragt war. Im Jahr 2000 wurde die Mine in Quintette stillgelegt, gleichzeitig stellte man den elektrischen Zugbetrieb auf dieser Strecke ein. Die sieben vorhandenen Lokomotiven wurden abgestellt. Am 10. April 2003 wurde der letzte Kohlezug der Bullmoose Mine am Teck Loadout abgefertigt. Seit diesem Zeitpunkt erfolgt kein regelmäßiger Verkehr mehr auf der Strecke.
Mit der Stilllegung der Quintette-Mine verlor BC RAIL zwei Drittel seines Umsatz aus dem Kohletransport. Auf der gesamten Tumbler-Ridge-Strecke wurden rund 20 % des Betriebsumsatzes der Bahngesellschaft erwirtschaftet. Durch die Stilllegung dieser Strecke war die eigenständige wirtschaftliche Zukunft der Gesellschaft nicht mehr sicherzustellen.

## Übernahme durch die Canadian National Railway
Am 13. Mai 2003 kündigte die Provinzregierung von British Columbia den Verkauf der bislang als Crown Corporation geführten BC Rail an. Der Sieger im Angebotsverfahren sollte die Lokomotiven, Güterwagen und die notwendigen Serviceeinrichtungen erhalten. Die Gleisanlagen und Wegerechte bleiben in Staatsbesitz und werden an den Betreiber verpachtet. Am 25. November 2003 wurde bekanntgeben, dass die Canadian National Railway für 1 Milliarde Kanadische Dollar den Zuschlag vor der Canadian Pacific Railway und US-Gesellschaften erhalten hatte. Am 15. Juli 2004 wurde das Geschäft vollendet.
Im Nachgang dazu wurde seitens CP Rail und anderen unterlegenen Bietern vermutet, dass das Angebotsverfahren manipuliert gewesen sei, was aber durch die Regierung zurückgewiesen wurde. Auch wurde vermutet, dass das Programm zur Ankurbelung der Wirtschaft entlang der Bahnstrecke dazu dienen sollte, die Kommunen entlang der BCR-Strecken zur Kooperation mit dem neuen Betreiber CN zu bewegen.